# Risöns kyrka
Risöns kyrka är en före detta kyrkobyggnad i Risögrund som tillhörde Nederkalix församling. Verksamheten avvecklades i augusti 2014.

## Kyrkobyggnaden
Den ursprungliga byggnaden var egentligen ett bönhus men genomgick under åren några ombyggnationer, och 1986 fick den statusen som kyrka.
Söndagen den 24 augusti 2014 avvecklades den kyrkliga verksamheten och byggnaden har sedan sålts vidare. Nu är det verksamheten Här & Nu med inriktning mot massage och hälsa som finns där. 